# Журавлев, Анатолий Валентинович
Анатолий Валентинович Журавлев (род. 27ноября 1958 года) — российский тренер по плаванию,  Заслуженный тренер России, тренер сборной России по плаванию с 2009 года, главный тренер сборной России с 2013 по 2015 год.

## Биография
Анатолий Валентинович Начал свою карьеру в плавании ещё в советский период, сотрудничая с Виктором Борисовичем Авдиенко в сборной СССР. В 1989 году был приглашен в Ханты-Мансийский автономный округ, где внес значительный вклад в развитие плавания в регионе.
В 1990-е годы и позднее работал в сборной команде России по плаванию, занимая должности старшего и главного тренера. Проводил обучающие курсы для тренеров в странах СНГ, в частности, в Таджикистане, делясь своим опытом и знаниями.
Считается специалистом, эффективно объединяющим молодых и опытных спортсменов, внедряющим современные методики подготовки, находясь на передовой спортивной науки и практики.

## Лучшие ученики
Оксана Верёвка - заслуженный мастер спорта России, чемпионка Европы, многократный призёр чемпионатов мира.

## Достижения и награды
- Заслуженный тренер России;[1]
- Заслуженный тренер Украины;[7]
- Главный тренер сборной России по плаванию;[8]
- Старший тренер юниорской сборной России;[9]